# Тятри
Тя́три — село в Україні, у Новоборисівській сільській громаді Роздільнянського району Одеської області. Населення становить 60 осіб.
До 17 липня 2020 року було підпорядковане Великомихайлівському району, який був ліквідований.

## Населення
Згідно з переписом 1989 року населення села становило 84 особи, з яких 37 чоловіків та 47 жінок.
За переписом населення 2001 року в селі мешкало 60 осіб.

### Мова
Розподіл населення за рідною мовою за даними перепису 2001 року:
| Мова       | Чисельність | Відсоток |
| ---------- | ----------- | -------- |
| українська | 50          | 83,33%   |
| румунська  | 8           | 13,33%   |
| інші       | 2           | 3,34%    |
| Усього     | 60          | 100%     |